# Каталін Караді
Каталін Караді (справжнє прізвище — Канчлер) (угор. Karády Katalin; 8 грудня 1910, Будапешт, Австро-Угорщина — 8 лютого 1990, Нью-Йорк, США) — угорська актриса театру і кіно, співачка. Одна з найбільш відомих і популярних кінозірок Угорщини 1940-х років. Праведниця народів світу.

## Біографія
Народилася в сім'ї шевця в робочому передмісті Будапешта. Навчалася в ремісничому училищі. Після невдалого шлюбу з чоловіком, набагато старшим за неї, зайнялася акторською діяльністю, була актрисою Будапештського театру комедії .
У 1939—1948 роках отримала багато ролей, котрі принесли їй славу кінодіви і жінки-вамп угорського кінематографа. Виступала на естраді.
Образ фатальної жінки з яскраво вираженою еротичною аурою, крім ефектної зовнішності підкреслював виразний голос, який порівнювали з голосами Цари Леандер і Марлен Дітріх . Часто грала у фільмах із зіркою кіноекрану Палом Явором, найпопулярнішим чоловічим секс-символом угорського фільму тих років.
У 1942 році Караді потрапила під слідство за спробу визволити Георга Денеса, єврейського поета, який писав для неї пісні, з трудового табору в прифронтовій смузі. Кар'єра закінчилася після того, як 18 квітня 1944 року Караді була заарештована гестапо та ув'язнена. 1944-го, після того як німецькі частини увійшли в Угорщину, Караді була заарештована разом зі своїм коханцем. Коханець виявився британським секретним агентом.
Після того, як їм вдалося вибратися з нацистських катівень, Караді, підкупивши вартових своїми коштовностями, врятувала кількох єврейських дітей, яких збиралися розстріляти на березі Дунаю. До звільнення Будапешта радянськими військами в 1945 році діти жили в квартирі актриси.
Після закінчення війни і приходу до влади комуністів, Караді вдалося знятися лише в одному фільмі (1948). У 1949 році вона емігрувала до Південної Америки, до Бразилії. 1951-го назавжди покинула країну. Спочатку вона жила в Зальцбурзі, Австрія, а потім переїхала до Швейцарії, а через рік в Брюссель. У 1953 році вона жила в Сан-Паулу, відкрила магазин моди. З 1977 року жила у Нью-Йорку, де, за деякими даними, до смерті в 1990 році працювала модисткою в невеликому магазинчику головних уборів. Перепохована в Будапешті.
У 2004 році Каталін Караді віднесена музеєм-меморіалом Голокосту «Яд ва-Шем» до Праведників Світу за її діяльність з порятунку євреїв в роки Другої світової війни.

## Вибрана фільмографія
Знялася в більш, ніж 25 фільмах
- 1939 Halálos tavasz
- 1940 Erzsébet királyné
- 1940 Hazajáró lélek
- 1941 Egy tál lencse
- 1941 Ne kérdezd, ki voltam
- 1941 Kísértés
- 1941 A szűz és a gödölye
- 1942 Szíriusz
- 1942 Tábori levelezőlap
- 1942 Halálos csók
- 1942 Csalódás
- 1942 Alkalom
- 1942 Valahol Oroszországban
- 1942 Külvárosi őrszoba
- 1942 Egy szív megáll
- 1942 Ópiumkeringő
- 1943 Makrancos hölgy
- 1943 Valamit visz a víz
- 1943 Szováthy Éva
- 1943 Boldog idők
- 1943-44 Machita
- 1944 Hangod elkísér
- 1947 Betlehemi királyok
- 1949 Forró mezők